# Aristòmac (escriptor)

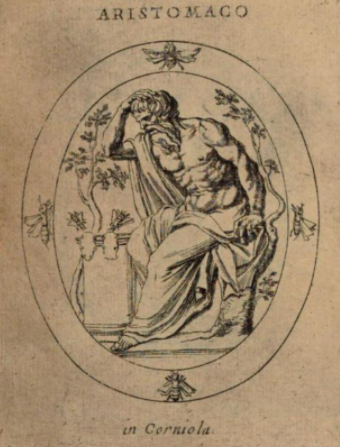
Il·lustració d'Aristòmac.

Aristòmac (en grec antic Αριστόμαχος) va ser un escriptor grec de l'època hel·lenística que devia viure entre el segle iii aC i el segle i. Nascut a Soli, a Cilícia, segons Plini el Vell, es va dedicar a estudiar les abelles durant 58 anys. Aristòtil no fa menció d'Aristòmac, però Gai Juli Higí el va utilitzar en les seves obres. Segons Plini el Vell va escriure una obra sobre l'elaboració de la mel, que també menciona Luci Juni Moderat Columel·la i una altra sobre la preparació del vi, i diu que també va escriure sobre el cultiu de les plantes, la mitologia i l'astronomia.